# 北南关系发展与和平繁荣宣言
《北南關係發展與和平繁榮宣言》，又称《南北关系发展与和平繁荣宣言》，于2007年10月4日在北韓平壤簽署，主旨是要為韓戰畫上句號，並為朝鮮半島的永久和平立下基礎。

## 內容
- 將召開「三或四國」峰會，為韓戰正式結束簽署和約
- 同意隨時舉行南北首腦會晤
- 建立西海和平合作地帶
- 開通京義線
- 在2008年北京奧運會時，南北韓共組啦啦隊
- 增加兩韓離散家庭的會面次數